# 金清大桥
28°28′05″N 121°27′08″E / 28.46819°N 121.45225°E
金清大桥，又名寺前桥，位于中华人民共和国浙江省温岭市（台州市代管）的金清港上。该桥始建于清朝乾隆年间，嘉庆年间曾有重修。该桥为五孔拱券石桥，桥的两端建有方亭。2019年，金清大桥被列为全国重点文物保护单位。

## 历史

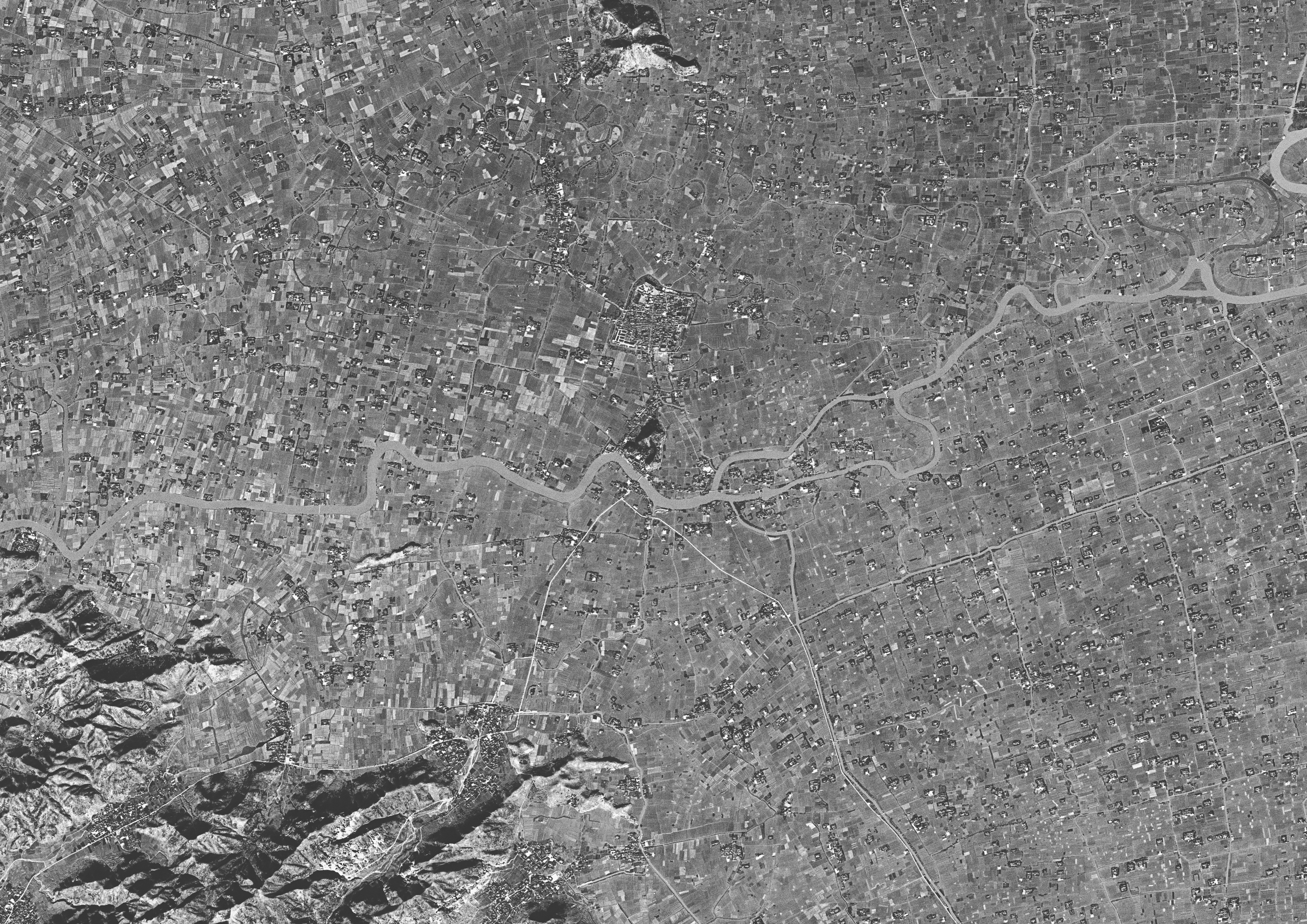
1970年12月新河镇区的卫星地图，图中心为披云山，山南侧跨金清港的桥梁即金清大桥，山北侧城池为明代新河千户所城。

金清大桥所跨水域为金清港，该港湾曾经是温岭重要的海运通道:68。明朝嘉靖年间，此处曾建有一座桥，但具体形制和年代均已无从考证。清朝乾隆四十年（1775年），当地乡绅李粲英等人募集资金修建了一座平桥。这座平桥在嘉庆初年塌毁，乡绅们在原址上募资重修了一座桥，是为金清大桥。该桥在原有的平桥被改成了圈洞，形成现有的五孔券洞造型。因该桥前原有一座名为“净应寺”的寺庙，故该桥又名为“寺前桥”。建成后的金清大桥成为当地重要的交通要道。中华人民共和国成立后，1964年，金清大桥被温岭县人民政府列入县级重点文物保护单位:69，1981年再次公布为温岭县第一批重点文物保护单位:173。1986年，金清大桥附近的披云大桥建造而成，金清大桥的交通作用大幅减弱:69。1997年，金清大桥被列为浙江省文物保护单位:5。2000年7月14日，浙江省人民政府划定了金清大桥的保护范围:278-280。2019年，金清大桥被列为全国重点文物保护单位。

## 结构
金清大桥为南北向五孔石拱桥，全长64米，宽4.6米，高12米。整体为纵联分节并列结构，桥墩由条石堆砌而成:5。桥身呈曲折状，每个桥洞上方均修成平台，桥面平台内安放一块方形石块，石块上浅雕有一个圆形开光，其中中心桥洞正上方平台内雕刻有莲花水禽，开光外侧围有梯形石块；而北起第二洞和南起第二洞的平台上则雕刻有花鸟:68，各个平台用10道石阶相连。桥身两侧安放有石桥栏，每侧28根望柱，柱头刻有仰覆莲和石狮子；望柱之间安装有石栏板，栏板上装饰有花卉图案的浮雕:31。栏杆的桥头侧各有一个抱鼓石:68。桥的两端建有木石结构的方亭，进深、面宽均为3.76米，顶部四角攒尖。南亭匾额为“人无病涉”，堍联为“虹悬不没青云志，慈驾还成白水文”；北亭为“水不扬波”，堍联为“桥接山前碑六六，亭临江上影双双”:5。匾额均为天台县书法家梅人鉴所书:32。